# スリランカの首相
スリランカの首相（スリランカのしゅしょう、シンハラ語: ශ්‍රී ලංකා අග්‍රාමාත්‍ය, タミル語: இலங்கை பிரதமர்）は、スリランカ民主社会主義共和国内閣の機能的な長である。

## 概説
セイロン首相の職は、イギリスからの独立によってセイロン自治領が設立された1948年に設置された。スリランカが共和制に移行した1972年に職名はスリランカ首相となった。首相は、ウェストミンスター型政治システムにおいては政府の長であり、ゆえに当時最も力のある職であった。しかし、1978年に憲法改正によって、議院内閣制からフランス型の執行大統領制に移行し、大統領が国家元首および政府首班を兼ねる役職として設置された。
現在では、スリランカ首相は閣僚会議の長として大統領に任命される。大統領が任期中に死亡した場合は、後任を選出するため議会が招集されるか、新たな大統領を選出する選挙が行われるまで、首相が臨時大統領となる。このような事態としては、1993年にラナシンハ・プレマダーサ大統領が暗殺され、ディンギリ・バンダー・ウィジェートゥンガ首相が臨時大統領に就いた例がある。
大統領が首相を任命する一方で、首相の解任については大統領は権限を有していない（2015年の憲法改正で廃止）。実際に2018年にマイトリーパーラ・シリセーナ大統領が対立するラニル・ウィクラマシンハ首相の解任を試みた際は、解任が憲法違反でないかが問われ、首相の再任へと至っている。

## スリランカ首相の一覧

### セイロン首相（1948年 - 1972年）

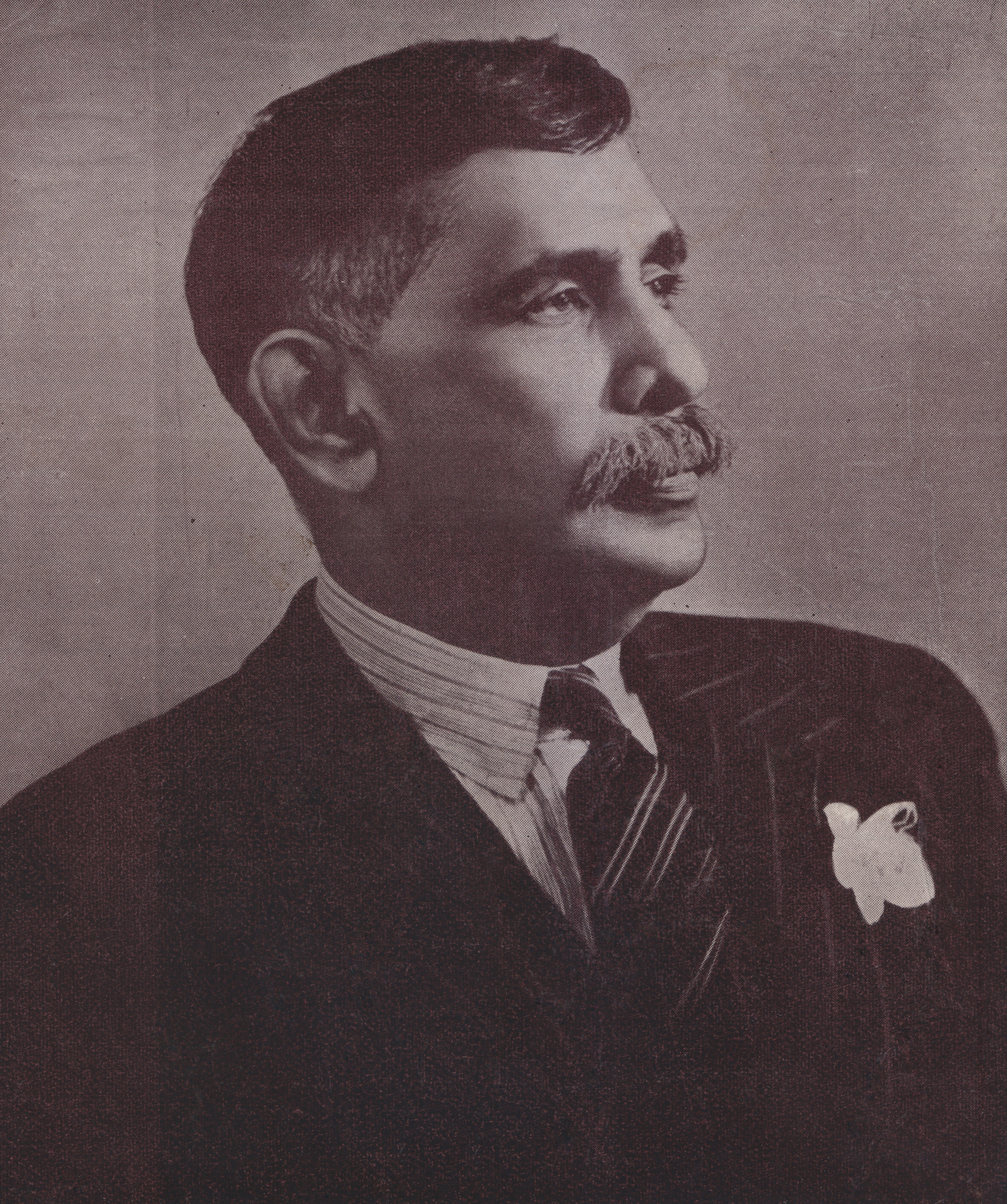
初代首相ドン・スティーヴン・セーナーナーヤカ

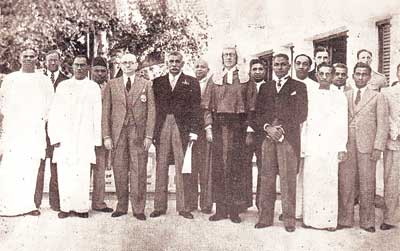
セイロン初代首相と内閣閣僚

- ドン・スティーヴン・セーナーナーヤカ（1947年10月14日 - 1952年3月22日）
- ダッドリー・シェルトン・セーナーナーヤカ（1952年3月26日 - 1953年10月12日）
- ジョン・コタラーワラ（1953年10月12日 - 1956年4月12日）
- ソロモン・バンダラナイケ（1956年4月12日 - 1959年9月26日）
- ウィジャヤナンダ・ダハナーヤカ（1959年9月26日 - 1960年3月21日）
- ダッドリー・シェルトン・セーナーナーヤカ（1960年3月21日 - 1960年7月21日）
- シリマヴォ・バンダラナイケ（1960年7月21日 - 1965年3月27日）
- ダッドリー・シェルトン・セーナーナーヤカ（1965年3月27日 - 1970年3月29日）
- シリマヴォ・バンダラナイケ（1970年3月29日 - 1972年3月22日）

### スリランカ首相（1972年 - 現在）
- シリマヴォ・バンダラナイケ（1972年3月22日 - 1977年7月23日）
- ジュニウス・リチャード・ジャヤワルダナ（1977年7月23日 - 1978年2月6日）
- ラナシンハ・プレマダーサ（1978年2月6日 - 1989年3月3日）
- ディンギリ・バンダー・ウィジェートゥンガ（1989年3月3日 - 1993年3月7日）
- ラニル・ウィクラマシンハ（1993年3月7日 - 1994年8月19日）
- チャンドリカ・クマーラトゥンガ（1994年8月19日 - 1994年11月14日）
- シリマヴォ・バンダラナイケ（1994年11月14日 - 2000年8月10日）
- ラトナシリ・ウィクラマナカ（2000年8月10日 - 2001年12月9日）
- ラニル・ウィクラマシンハ（2001年12月9日 - 2004年4月6日）
- マヒンダ・ラージャパクサ（2004年4月6日 -2005年11月21日）
- ラトナシリ・ウィクラマナカ（2005年11月21日 - 2010年4月21日）
- D. M. ジャヤラトナ（2010年4月21日 - 2015年1月9日）
- ラニル・ウィクラマシンハ（2015年1月9日 - 2018年10月26日）
- マヒンダ・ラージャパクサ（2018年10月26日 - 2018年12月15日）[3]
- ラニル・ウィクラマシンハ（2018年12月16日 - 2019年11月21日）
- マヒンダ・ラージャパクサ（2019年11月21日 - 2022年5月12日）
- ラニル・ウィクラマシンハ（2022年5月12日 - 2022年7月22日）
- ディネーシュ・グナワルダナ（2022年7月22日 - 2024年9月24日）
- ハリニ・アマラスリヤ（英語版）（2024年9月24日 - ）